# Agripina Mlađa
Agripina Mlađa (lat. Agrippina Minor), (Ara Ubiorum, danas Köln, 6. studenoga 15. – Baiae, Kampanija, 59.) bila je kći Germanika i Agripine Starije.
Dva puta se udavala: prvi put za konzula Domicija Ahenobarba, a drugi put za cara Klaudija. Klaudije je posvojio njezina sina iz prvog braka, Nerona. Nakon što je dala ubiti Klaudija, Nerona je proglasila carem i preuzela namjesništvo. Nakon sukoba s Neronom, ubijena je po njegovu nalogu. Njezino rodno mjesto nazvano je po njoj Colonia Claudia Augusta Agrippinensium.